# Danny Califf
Danny Califf (Orange, 17 de março de 1980) é um ex-futebolista dos Estados Unidos, que atuava como zagueiro.

## Carreira
Danny Califf representou a Seleção Estadunidense de Futebol nas Olimpíadas de 2000.